# 153-й истребительный авиационный полк
153-й истребительный авиационный полк — воинская часть Вооружённых сил СССР в Великой Отечественной войне.

## История
Полк сформирован в период с 23 по 26 января 1940 года на аэродроме в Кубинке в Московском военном округе, на базе частей 2-й авиационной бригады (11-й и 24-й истребительные авиационные полки). Участвовал в Зимней войне 
В составе действующей армии во время Великой Отечественной войны с 22 июня 1941 года по 10 марта 1942 года, с 29 июня по 25 сентября 1942 года и с 30 октября по 22 ноября 1942 года.
К началу войны постоянный аэродром базирования полка был Хелюли в Сортавала. По состоянию на 22 июня 1941 года базировался на полевом аэродроме Кексгольм, имея в составе 61 истребитель И-153 и 12 И-16. Кроме того, по некоторым данным в полку было 45 МиГ-3, которые не были освоены. По другим данным, 9 МиГ-3 были перегнаны с аэродрома Горелово в первые дни войны.
Первые вылеты на патрулирование лётчики полка выполнили 23 июня 1941 года, а уже 25 июня 1941 года нанесли бомбоштурмовой удар по финскому аэродрому Лаппеенранта. В июле 1941 года полк, действуя с основного аэродрома Кексгольм, и с аэродромов рассредоточения Саккола и Пети-Ярви, оставшись практически единственной  истребительной частью на Карельском перешейке, вёл разведку и штурмовал сухопутные войска противника в районе Иматра, Энсо, Париккаоа, Ристалахти, Мерия, Эско. В августе 1941 года полк осуществлял прикрытие эвакуации через Ладожское озеро 142-й, 168-й, 198-й дивизий в районе Элинсвеаара, Курийоки, Кексгольм, поддерживал контрудар 265-й стрелковой дивизии. В августе 1941 года полк перебазировался в Рауту, затем в Лехтимется и Касимово и с сентября 1941 года по март 1942 года полк действовал с аэродромов Касимово и Новая Деревня.
В связи с относительным затишьем на советско-финском фронте, полк привлекался для других операций, так в августе - сентябре 1941 года действует в районе Петергофа, Пулково, Колпино, Шлиссельбурга, в сентябре 1941 года удачно штурмует аэродром противника Сиверская. С декабря 1941 года основной задачей полка стало патрулирование над Дорогой Жизни. На 12 декабря 1941 года базируется в Касимово, имея в наличии 4 И-153 (1 неисправный), 6 И-16 (2 неисправных), 1 Миг-3 (8 неисправных) и 39 лётчиков 
С июня 1941 года по март 1942 года полк потерял 45 самолётов (28 И-153, 7 И-16, 10 МиГ-3) и 28 лётчиков.
11 марта 1942 года полк, оставив материальную часть, был направлен в резерв, сначала в Кинешму, затем в Иваново в 22-й запасной авиационный полк, где был переучен на самолёты P-39 «Аэрокобра». По окончании обучения полк в составе 20 самолётов перелетел  в Раменское, где вошёл в состав 2-й резервной группы, но в её составе в боях не участвовал. В июне 1942 года полк прибыл в распоряжение Воронежского фронта, перелетев в Воронеж, куда добрался 29 июня 1942 года.
С 30 июня 1942 года полк приступил к боевой деятельности, отправившись двумя группами: одной прикрывать бомбардировщики B-25 «Mitchell», нацеленные на Мармыжи, а второй - на «свободную охоту», результатом которой стали 7 сбитых самолётом противника прямо над Воронежем. Вплоть до 25 сентября 1941 года, перемещаясь сообразно немецкому наступлению на аэродромы Левая Россошь и Липецк, действует на Воронежском фронте. За этот период полк произвёл 1070 вылетов, в основном на сопровождение бомбардировщиков, провёл 259 воздушных боев, в которых сбил 64 самолёта противника, потеряв 10 самолётов и 4 лётчика.
«На Воронежском фронте летчики 153 ИАП показали, что, имея равноценную км/ч (так в тексте, прим. ВВС), они являются непобедимыми даже при численном превосходстве в авиации пр-ка, всегда обеспечивая господство в воздухе».
Ещё 7 августа 1942 года из состава полка была выделена особая группа из восьми лётчиков, которая с 8 августа по 11 сентября 1942 года действовала на Западном фронте в основном в направлениях Ржев —— Зубцов, базируясь на аэродромах Кубинка, Алферьево (Волоколамск) и Климово. За этот период группа выполнила 167 боевых вылетов, провела 68 воздушных боёв, в которых было сбито и повреждено 30 самолётов противника при трёх потерянных самолётах и одном убитом лётчике (двое получили тяжёлые ранения).
В конце сентября 1942 года полк в полном составе собрался в Иваново. 30 октября 1942 года две эскадрильи полка с промежуточной посадкой в Люберцах перелетели на аэродром Выползово, близ Бологого и приступили к боевой работе (3-я эскадрилья осталась заканчивать переучивание в Люберцах). Полк совершал вылеты в направлениях Стрелицы, Пола, Глебовщина, Осташков, прикрывал важный транспортный узел Бологое.
22 ноября 1942 года за боевые заслуги приказом Народного комиссара обороны СССР № 374 преобразован в 28-й гвардейский истребительный авиационный полк.

## Подчинение
| Дата            | Фронт (округ)               | Армия               | Корпус | Дивизия                                    | Примечания |
| --------------- | --------------------------- | ------------------- | ------ | ------------------------------------------ | ---------- |
| 22.06.1941 года | Ленинградский военный округ | 7-я армия           | -      | 5-я смешанная авиационная дивизия          | -          |
| 01.07.1941 года | Северный фронт              | 23-я армия          | -      | 5-я смешанная авиационная дивизия          | -          |
| 10.07.1941 года | Северный фронт              | 23-я армия          | -      | 5-я смешанная авиационная дивизия          | -          |
| 01.08.1941 года | Северный фронт              | 23-я армия          | -      | 5-я смешанная авиационная дивизия          | -          |
| 01.09.1941 года | Ленинградский фронт         | 23-я армия          | -      | -                                          | -          |
| 01.10.1941 года | Ленинградский фронт         | 23-я армия          | -      | 5-я смешанная авиационная дивизия          | -          |
| 01.11.1941 года | Ленинградский фронт         | 23-я армия          | -      | 5-я смешанная авиационная дивизия          | -          |
| 01.12.1941 года | Ленинградский фронт         | 23-я армия          | -      | 5-я смешанная авиационная дивизия          | -          |
| 01.01.1942 года | Ленинградский фронт         | 23-я армия          | -      | 5-я смешанная авиационная дивизия          | -          |
| 01.02.1942 года | Ленинградский фронт         | 23-я армия          | -      | 5-я смешанная авиационная дивизия          | -          |
| 01.03.1942 года | Ленинградский фронт         | 23-я армия          | -      | -                                          | -          |
| 01.04.1942 года | Московский военный округ    | -                   | -      | -                                          | -          |
| 01.05.1942 года | Московский военный округ    | -                   | -      | -                                          | -          |
| 01.06.1942 года | Московский военный округ    | -                   | -      | -                                          | -          |
| 01.07.1942 года | Ставка ВГК                  | -                   | -      | 244-я бомбардировочная авиационная дивизия | -          |
| 01.08.1942 года | Ставка ВГК                  | -                   | -      | 244-я бомбардировочная авиационная дивизия | -          |
| 01.09.1942 года | Воронежский фронт           | 2-я воздушная армия | -      | 244-я бомбардировочная авиационная дивизия | -          |
| 01.10.1942 года | Резерв Ставки ВГК           | -                   | -      | -                                          | -          |
| 01.11.1942 года | Северо-Западный фронт       | 6-я воздушная армия | -      | 239-я истребительная авиационная дивизия   | -          |

## Командиры
- Миронов Сергей Иванович, майор 08.1941 - 10.42
- капитан Черных (ноябрь 1941 г.) [5]

## Отличившиеся воины полка
| Награда | Ф.И.О.                       | Должность           | Звание            | Данные о вылетах | Дата награждения | Примечания                           |
| ------- | ---------------------------- | ------------------- | ----------------- | --- | ---------------- | ------------------------------------ |
|         | Авдеев, Александр Фёдорович  | лётчик              | капитан           | к моменту представления 189 боевых вылетов, лично сбил 7 самолётов противника                                                    | 10.02.1943       | посмертно, 12.08.1942 совершил таран |
|         | Макаренко, Николай Фёдорович | командир эскадрильи | майор             | к моменту представления 262 боевых вылетов, в 11 воздушных боях лично сбил 1 и уничтожил на земле 2 самолёта противника.         | 10.02.1943       | -                                    |
|         | Никитин, Алексей Иванович    | командир звена      | лейтенант         | к моменту представления 147 боевых вылетов, в 66 воздушных боях лично сбил 9 самолётов и 5 в составе группы самолёта противника. | 10.02.1943       | -                                    |
|         | Ржавский, Никита Харитонович | командир звена      | младший лейтенант | к моменту представления 286 боевых вылетов, лично сбил 1 самолёт противника и 2 в составе группы.                                | 10.02.1943       | посмертно, 07.12.1941 погиб          |